# کامیننگک ویلکی
کامیننگک ویلکی (به لهستانی:  Kamiennik Wielki) یک روستا در لهستان است که در Gmina Milejewo واقع شده‌است.
 کامیننگک ویلکی  ۵۷۰ نفر جمعیت دارد.